# Paratropus verschureni
Paratropus verschureni är en skalbaggsart som först beskrevs av Thérond 1959.  Paratropus verschureni ingår i släktet Paratropus och familjen stumpbaggar. Inga underarter finns listade i Catalogue of Life.